# Ojczyzna Obrońcy Swemu
Ojczyzna Obrońcy Swemu, Oyczyzna Obrońcy Swemu – odznaczenie wojskowe nadawane podczas powstania kościuszkowskiego.

## Historia
Powstanie odznaczenia związane było z postanowieniami Rady Nieustającej, która w styczniu 1794 roku zniosła Order Virtuti Militari i nakazała jego zwrot przez odznaczonych.
Podczas Insurekcji król polski, Stanisław August Poniatowski postanowił order przywrócić i własnym kosztem ufundował 21 złotych oraz 109 srebrnych medali. Przesłano je do dyspozycji Najwyższego Naczelnika Siły Zbrojnej Narodowej, Tadeusza Kościuszki. Jednak ten choć był kawalerem orderu odrzucił możliwość jego restytucji. 
Generał srebrne medale przekazał do mennicy, złote natomiast kazał przetopić na złote obrączki. Pierścienie te opatrzone zostały napisem Oyczyzna Obrońcy swemu i stały się honorowym wyróżnieniem dla oficerów i żołnierzy, którzy odznaczyli się męstwem w boju. 
Nadawanie odznaczenia odbywało się na podstawie zaświadczenia wydawanego przez komisję złożoną z trzech oficerów, którzy potwierdzali zasługi obdarowanego.

## Niektórzy wyróżnieni
- Jan Henryk Dąbrowski
- Romuald Tadeusz Giedroyć
- Filip Hauman
- Jakub Jasiński
- Franciszek Ksawery Krasicki
- Antoni Józef Madaliński
- Stanisław Mokronowski
- Józef Niemojewski
- Kazimierz Rozwadowski
- Paweł Skórzewski
- Tomasz Wawrzecki
- Józef Zajączek
- Antoni Kołłątaj